# ヨセフの夢 (レンブラント)
『ヨセフの夢』（ヨセフのゆめ, 蘭: De droom van Jozef, 独: Der Traum Josephs, 英: The dream of Joseph）は、オランダ黄金時代の巨匠レンブラント・ファン・レインが1645年に制作した絵画である。油彩。主題は『新約聖書』「マタイによる福音書」で語られている聖家族のエジプトへの逃避から取られている。『トビトと子山羊を連れたアンナ』（Tobias en Anna met het geitje）の対作品。現在はベルリンの絵画館に所蔵されている。

## 主題
「マタイによる福音書」2章13節から23節によると、東方の三博士が幼児のイエス・キリストを礼拝して帰ったのち、聖ヨセフの夢に主の使いが現れて、ヘロデ大王の幼児虐殺から逃れるため、幼児のキリストを連れてエジプトに行き、知らせがあるまでそこに留まっているよう告げた。そこでヨセフは夜の間に幼児と聖母マリアを連れてエジプトに逃亡し、ヘロデ大王が死ぬまでその地に留まった。ヘロデ大王が死ぬと再びヨセフの夢の中に使いが現れてイスラエルに帰るよう告げたので、ヨセフは帰国し、ナザレの地に移り住んだ。

## 作品

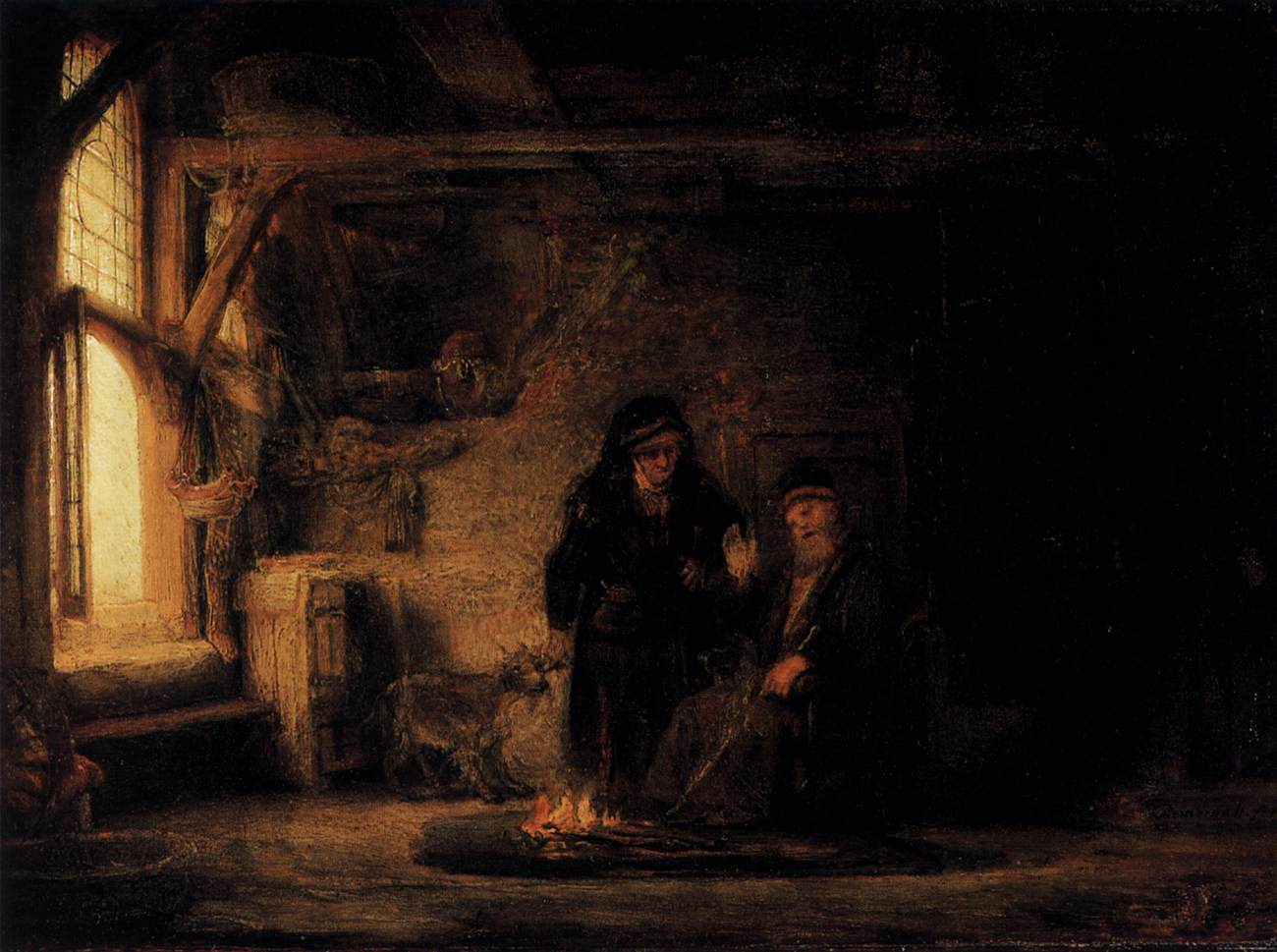
対作品の『トビトと子山羊を連れたアンナ』。絵画館所蔵。

レンブラントは聖ヨセフの夢に現れてエジプトに逃げるように促す天使の姿を描いている。聖ヨセフはベツレヘムの家畜小屋で地面の上に座りこみ、膝の上に肘をついて眠っている。青いマントをまとった聖母はくるみに包まれた幼児キリストとともに藁の上で眠っている。天使は聖ヨセフの右上に現れている。光に包まれた白いローブを身にまとい、聖ヨセフの左肩に右手を置いている。超自然的な光が上から降り注ぎ、天使から聖母子の上に広がっている。画面左に扉があり、画面右には牛がうずくまっったまま顔を上げている。
画面右下の板の上に署名と1645年の日付が描き込まれている。
板絵に使用された木材は南米原産で、現在 Cariniana legalis として知られている大西洋岸で最大級の植物の1つが使用され、『トビトと子山羊を連れたアンナ』に使用されたものと同じ板から切り取られている。
帰属については1986年に美術史家クリスティアン・テュンペルによって最初に疑問視された。2006年には、エルンスト・ファン・デ・ウェテリンクによって、レンブラントと工房による作品もしくは工房作に帰属されている。ウェテリンクは作品の品質が場所によって異なっており、特に色彩が溶け合い調和する部分はレンブラントの典型ではなく、ときおり拙劣であるとし、これらの不一致が生じた理由についておそらくレンブラントが描いた油彩素描を、光と色の錯覚に重点を置いて生徒の1人が描き直したものであると示唆している。
板絵の裏面には、絵画が模写あるいは複製されたことを示唆するグリッドの痕跡が見られる。

## 来歴
本作品はおそらくプロイセン王フリードリヒ1世の時代にはブランデンブルク選帝侯のコレクションに含まれていた。絵画が最初に言及されたのはフリードリヒ2世の時代であり、1769年の目録にベルリン王宮の絵画ギャラリーに所蔵されていると記載された。1779年から1786年にかけて、絵画はギャラリーの南壁に掛けられた。フリードリヒ・ヴィルヘルム2世の時代においてもベルリン王宮の絵画ギャラリーにあったが、プロイセンがナポレオンに占領されると一時的にケーニヒスベルク城に運ばれた。第二次世界大戦中の1941年から1942年にかけて、絵画はベルリンのフリードリヒスハイン区の高射砲塔に移されたのち、1945年3月11日にカイセロダ＝メルカース塩採掘場（the salt mines of Kaiseroda-Merkers）で保管されたが、4月17日にアメリカ軍によって発見・没収された。その後、本作品を含む美術品は1945年4月17日にフランクフルトのドイツ帝国銀行に移されたのち、1945年8月20日から8月31日までヴィースバーデン美術館に設けられたヴィースバーデン中央美術品収集所で一時的に保管された。1949年、アメリカ合衆国は管財権をヘッセン州に引き渡し、1956年以降に正式に絵画館の芸術作品がヴィースバーデンからベルリンに返還された。

## 別バージョン
レンブラントは1650年と1655年の間に、ブダペスト国立西洋美術館に所蔵されている別のバージョンを制作しているが、その帰属は疑問視されている。

## ギャラリー

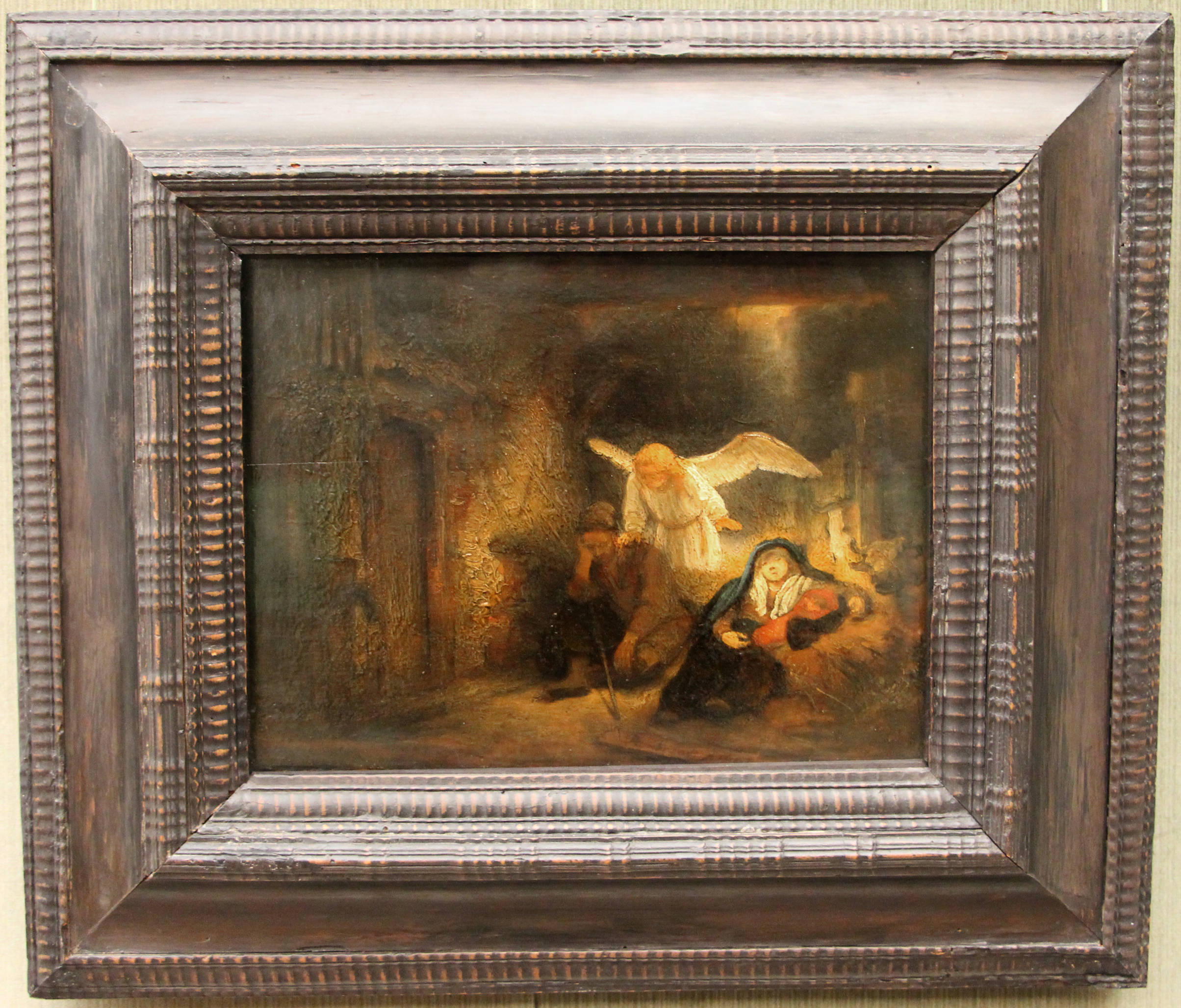
額縁
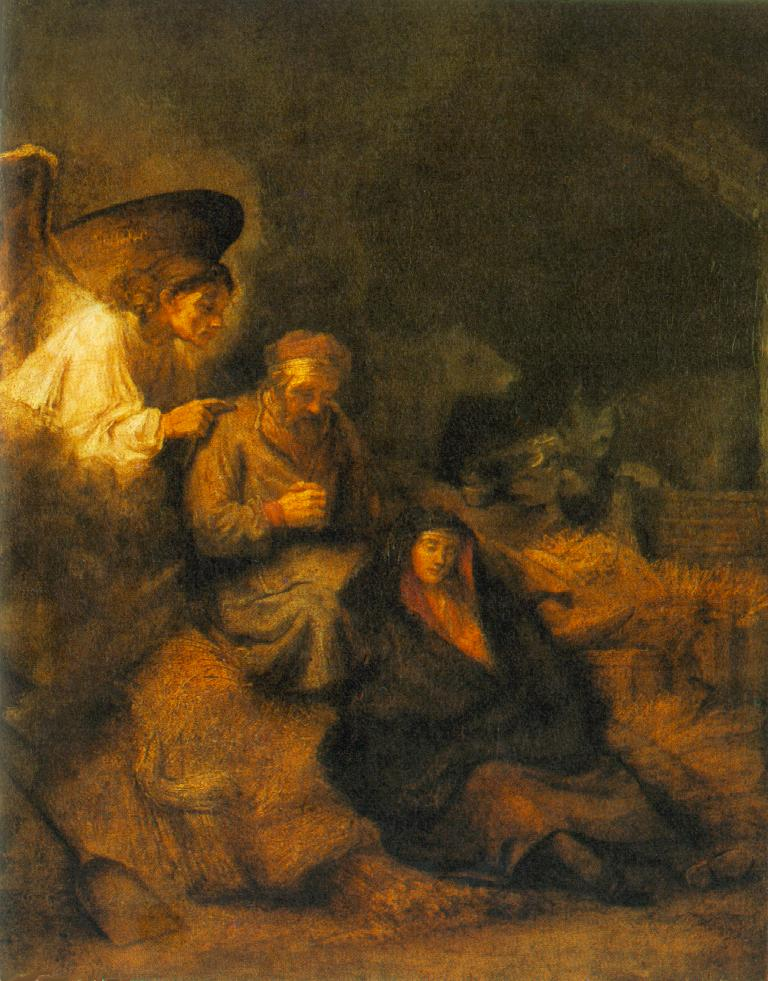
レンブラントの工房の生徒の作 1650年と1655年の間 ブダペスト国立西洋美術館所蔵